# Bonthainia aenescens
Bonthainia aenescens is een hooiwagen uit de familie Sclerosomatidae. De wetenschappelijke naam van Bonthainia aenescens gaat terug op Roewer.